# Sport Clube Lusitânia
O Sport Club Lusitânia, também conhecido por Lusitânia ou Lusitânia dos Açores, é um clube português sediado em Angra do Heroísmo, na ilha Terceira, nos Açores.
Na época de 2024/25, as equipas seniores do Lusitânia participam nas seguintes competições:
Futebol: Liga 3; Basquetebol: Proliga; Futsal: 2ª Divisão.

## História

### Fundação

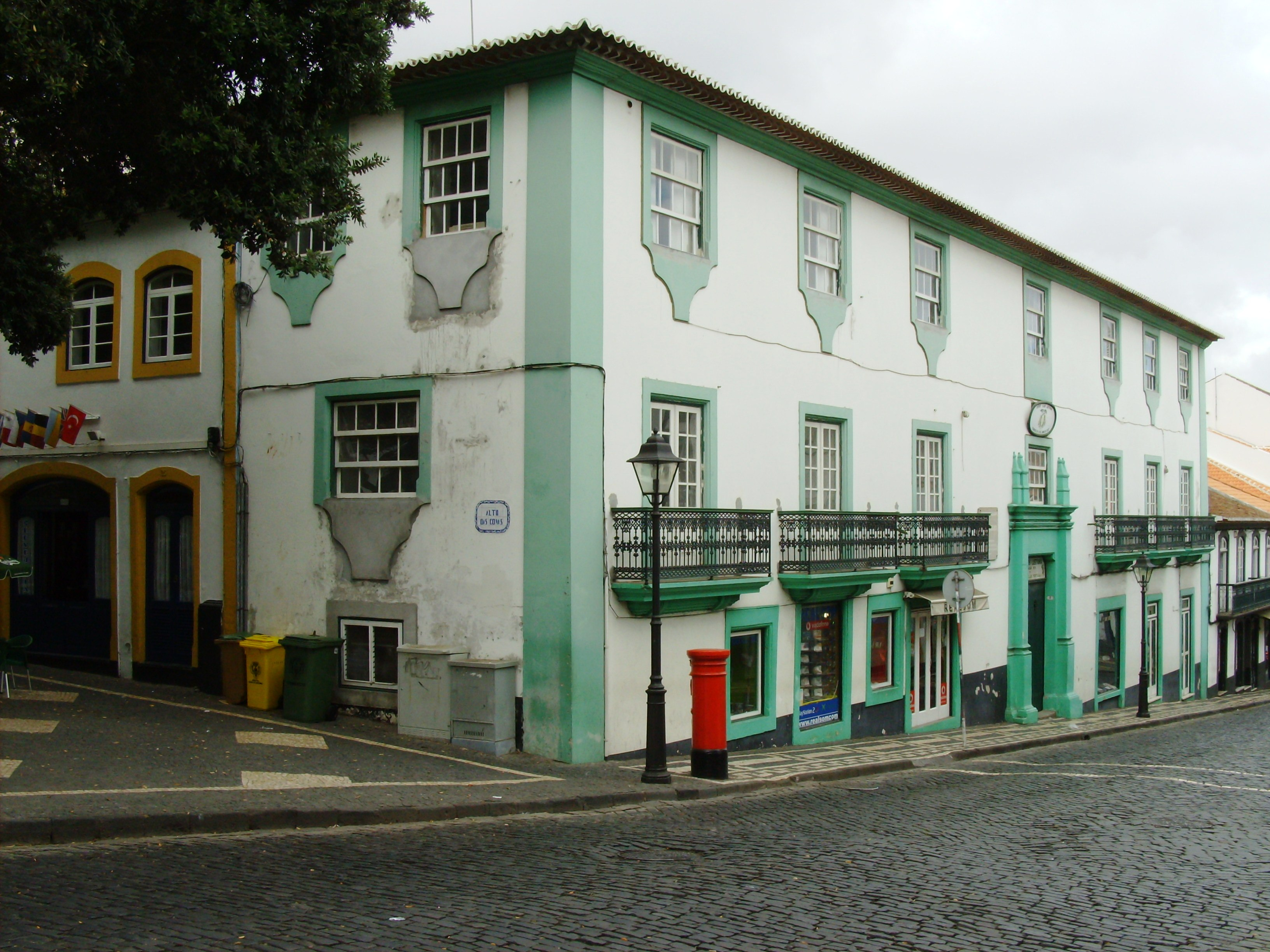
Casa de D. Violante do Canto, Angra do Heroísmo.

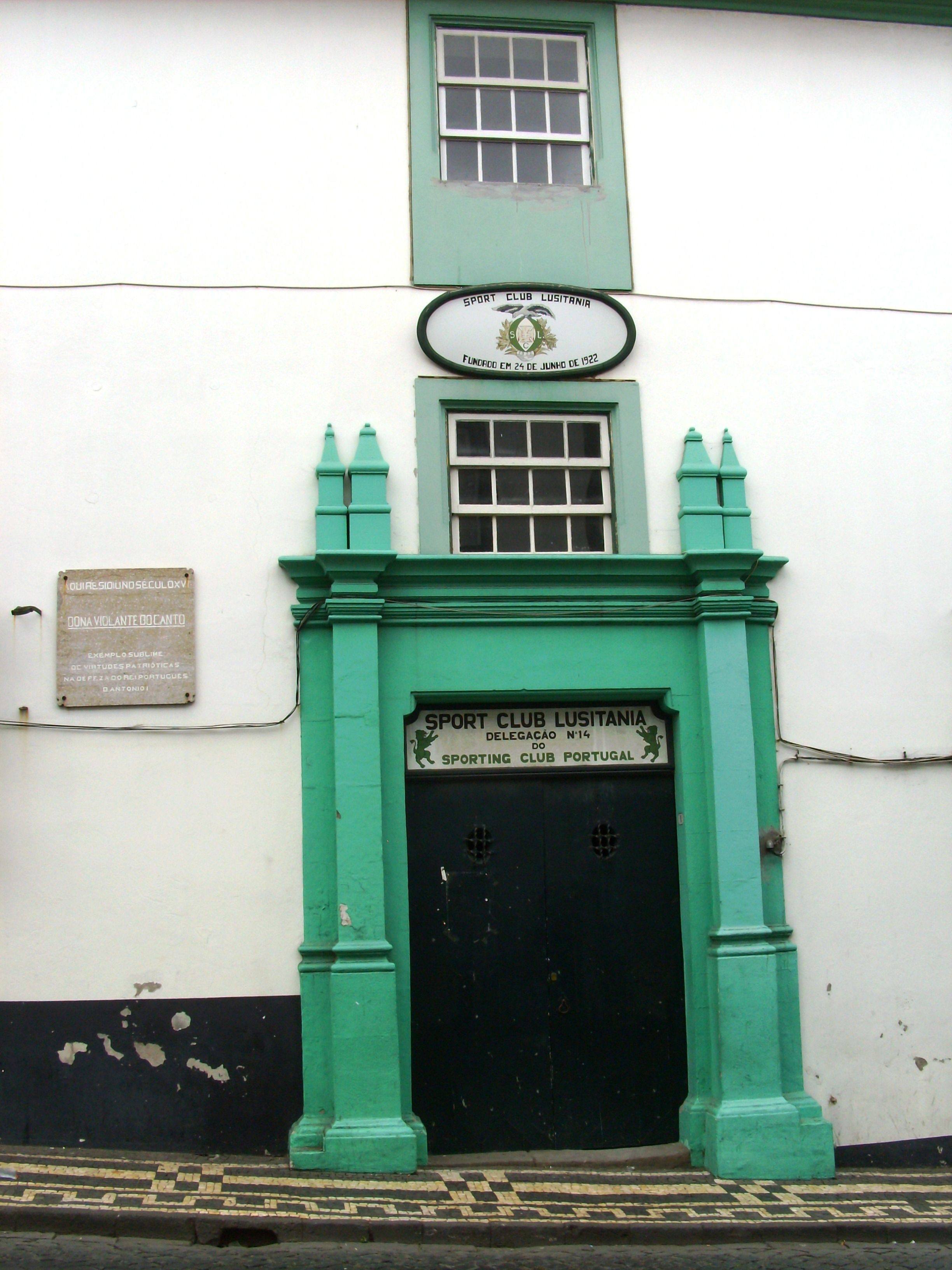
Casa de D. Violante do Canto, Angra do Heroísmo: portada.

Em 1922, um grupo de entusiastas reunidos na Recreio dos Artistas funda um clube a que dá o nome do avião "Lusitânia", em homenagem à travessia transatlântica de Gago Coutinho e Sacadura Cabral. Nascia assim um dos mais emblemáticos clubes açorianos.
O Sport Clube Lusitânia foi declarado como Instituição de Utilidade Pública, tendo sido condecorado com a Medalha de Mérito Desportivo - Prata Dourada da Câmara Municipal de Angra do Heroísmo, a 27 de Fevereiro de 1977.
O Lusitânia ostenta orgulhosamente o epíteto de "o clube mais campeão dos campeões açorianos", um titulo justificado pelo rico historial do Clube, que esteve sempre na vanguarda do desporto açoriano, onde exerceu um domínio quase absoluto durante três quartos de século, o que lhe valeu as mais de 500 taças que conquistou.
A sua atual sede é a casa histórica onde nasceu e viveu Dona Violante do Canto.

### A nível regional até à época de 1977/78
O Lusitânia foi trinta e oito vezes campeão Distrital, onze das quais em anos seguidos (com cinquenta e três campeonatos disputados). Foi dezesseis vezes Campeão Açoriano à Taça de Portugal (com vinte e cinco presenças nas trinta e sete edições do "Torneio Açoriano", ou seja, em doze vezes esteve ausente da prova máxima no arquipélago).
Foi Campeão Insular em 1963/1964, acontecimento único, com jogos em Angra do Heroísmo e no Funchal, na ilha da Madeira.
Foi Campeão Único da Eliminatória Açores/Ultramar e o primeiro Clube a entrar nas meias-finais da Taça de Portugal, na temporada 1963/64.
Em 1978/79 foi o primeiro clube dos Açores a disputar um campeonato nacional.

### Até à década de 1980
Até à Revolução dos Cravos (25 de Abril de 1974), os clubes açorianos não disputavam os campeonatos nacionais, participando apenas na Taça de Portugal.
Estes foram os anos de ouro do futebol na Terceira, quando as tardes de domingo eram preenchidas com os jogos locais, com os campos de futebol cheios com os adeptos. Nesta fase, o Lusitânia disputava os jogos caseiros no Estádio Municipal de Angra do Heroísmo, principal palco da glória verde e branca, período em que o clube conquistou a sua grandeza.
Foi a primeira equipa dos Açores a entrar para os campeonatos nacionais de futebol, em 1978/79, e a única que de lá nunca saiu, decorridos 34 anos; com 21 permanências na III divisão e 13 vezes conquistou o direito a permanecer na II divisão nacional, nas épocas de: 1980/81, 1981/82, 1986/87,1987/88, 1991/92, 1997/98, 1999/00, 2001/02, 2002/03, 2003/04, 2004/05, 2006/07 e 2007/08. Assim, foi a primeira equipa açoriana a subir ao 2º escalão do futebol nacional em 1980 e, lá se manteve durante 13 épocas alternadas.

### Décadas de 1980 e 1990
O Lusitânia foi a primeira equipa açoriana a disputar os campeonatos nacionais e, até à temporada 2011/12, nunca mais desceu aos regionais.
No início, o ambiente que rodeava os jogos era o mesmo ou até superior ao vivido nos jogos com equipas insulares. Nessa altura jogava-se sobretudo com a prata da casa e os jogos eram vividos com intensidade.
O Clube subiu à antiga 2ª Divisão Nacional Zona Sul, numa altura em que este era o segundo patamar do futebol português, mas nunca conseguiu manter-se muito tempo nesta divisão mais competitiva.
Com a disputa de patamares mais elevados, chegou o profissionalismo e com ele perdeu-se parte da mística própria do clube. Ao não conseguir subir ao pedestal mais elevado, o entusiasmo dos jogos também foi-se perdendo. Ao mesmo tempo, apareceu a concorrência dos jogos na televisão, o que de certo modo contribuiu para dissipar a emoção, reduzindo o número de adeptos.

## Estádio
A equipa disputa os seus jogos em casa, no Estádio João Paulo II, que oferece campo relvado com iluminação, uma bancada central, coberta, com capacidade para 7 000 lugares.
O Campo está inserido num parque desportivo com diversos equipamentos, entre os quais um campo de treinos relvado e outro com relva artificial.
O estádio é pertença da Região Autónoma dos Açores, mas o Lusitânia foi o único clube Terceirense a fazer dele a sua casa.

### Patrocinadores
- Patrocínio: Promotora, Via Vitória, Expert, Fit Plus, Iron Store.

### Marca do equipamento
- Marca do equipamento: CDT

## Emblema

### Cores
- Verde e branco

Além de Instituição de Utilidade Pública, o S. C. Lusitânia é a Delegação nº 14 do Sporting Clube de Portugal, tendo adoptado as cores deste. Tem uma delegação própria em Toronto, Canadá, com o seu nome.
Manteve o jornal "O Lusitânia" durante trinta e dois anos, entre 1958 e 1990.
Tem gravada a canção de marcha "Lusitânia!, Lusitânia!" desde 1962, cantada por Olivério Ribeiro.
Em 1973 foi gravado o primeiro disco do Lusitânia, denominado "Os Verdes Campeões". Este hino-marcha teve a colaboração do Grupo Coral do Seminário Maior de Angra e da Sé Catedral de Angra do Heroísmo.

## Futebol

### Presenças
|            | Taça de Portugal | I Liga | II Liga | 2ª Divisão B | 3ª Divisão | Regionais |
| Temporadas |                  |        |         | 13           | 21         |           |
| Títulos    |                  |        |         |              | 3          |           |
| ---------- | ---------------- | ------ | ------- | ------------ | ---------- | --------- |

### Palmarés
Possui 5 títulos de Campeão Nacional da 3ª divisão (épocas 1996/97, 1998/99, 2000-/01, 2005/06 e 2011/12).

## Outras modalidades
O Lusitânia sempre foi um Clube eclético, tendo praticado ao longo da sua existência as modalidades mais populares no nosso país, como Atletismo, Ciclismo, Andebol, Futsal, Hóquei em Patins, onde chegou à 3ª Divisão Nacional, e cuja secção teve continuidade ao ser absorvida pelo Núcleo Sportinguista da Ilha Terceira, mas principalmente o Basquetebol, onde chegou à Liga profissional, tendo mesmo conquistado uma Taça da Liga.
Uma grave crise financeira, levou à extinção de algumas das secções, sendo que só a muito custo o Clube conseguiu manter o Futebol e posteriormente reativar o Basquetebol na época de 2009/10, na qual esta modalidade cometeu a proeza de ganhar a Proliga, garantindo assim o regresso do Clube ao campeonato principal de Basquetebol. 
Em 2014 apesar de todas as dificuldades, o Lusitânia voltou a ter uma equipa de Futsal, aumentando novamente o número de modalidades praticadas no clube.

## Basquetebol
Títulos
- 2002/2003 - Campeão Nacional II Divisão "B"
- 2006/2007 - Vencedor da Taça da Liga (Troféu Manuel Castelbranco)
- 2009/2010 - Campeão Nacional da Proliga

Patrocinadores
- Expert - Via Vitória - Romafe - JAurora - Aguas de Carvalhelhos - FitPlus - Açores - CMAH.[6]

Pavilhão
- Pavilhão Municipal de Angra do Heroísmo. Localizado no Cerrado do Bailão (Sé, Angra do Heroísmo), construído em 1991 e remodelado em 2009 e tem capacidade para 1 326 espectadores.[7]

## Futsal

#### Patrocinadores
- Twins, JAurora, Via Vitoria, Expert, Fit Plus, Iron Store.[8]

### Pavilhão
- Pavilhão da Escola Tomás de Borba (São Pedro, Angra do Heroísmo).